# Martha's Vindication
Martha's Vindication è un film muto del 1916 diretto dai fratelli Chester e Sidney Franklin. Uscì nelle sale il 20 febbraio 1916.
Interpretato da Norma Talmadge, il film viene considerato perduto.

## Trama
L'innamorato di Dorothea deve partire, ma si propone di tornare per sposarla. Però il giovane resta ucciso in un incidente ferroviario e lei, che era incinta, mette al mondo un bambino. Affida allora il neonato a Martha, la sua migliore amica, che lo porta da una nutrice, che se ne prenda cura. Passa il tempo. La ragazza madre si sposa con uno stimato professionista e da lui ha un altro figlio. Uno dei cittadini, Sell Hawkins, ricordandosi di avere visto Martha portare un bambino da una nutrice, l'accusa davanti a tutta la congregazione di avere abbandonato suo figlio: Dorothea, la vera madre, per proteggere la sua reputazione, rifiuta di farsi avanti e l'amica, che l'ha aiutata in un momento di difficoltà, si trova nella situazione di doversi difendere anche dal fidanzato che non crede alla sua innocenza. Sarà solo quando in chiesa verrà portato il bambino vittima di un infortunio che Dorothea abbandonerà il suo atteggiamento indifferente, svelando, con le sue azioni e la sua preoccupazione, la verità.

## Produzione
Il film fu prodotto dalla Fine Arts Film Company.

## Distribuzione
Il copyright del film, richiesto dalla Triangle Film Corp., fu registrato il 7 febbraio 1916 con il numero LP8266.
Distribuito dalla Triangle Distributing, il film uscì nelle sale cinematografiche statunitensi il 20 febbraio 1916.

### Conservazione
Non si conoscono copie ancora esistenti della pellicola che viene considerata presumibilmente perduta.